# (5309) MacPherson
(5309) MacPherson (1981 ED25) – planetoida z pasa głównego asteroid okrążająca Słońce w ciągu 3,38 lat w średniej odległości 2,25 j.a. Odkryta 2 marca 1981 roku.